# Hermesvilla

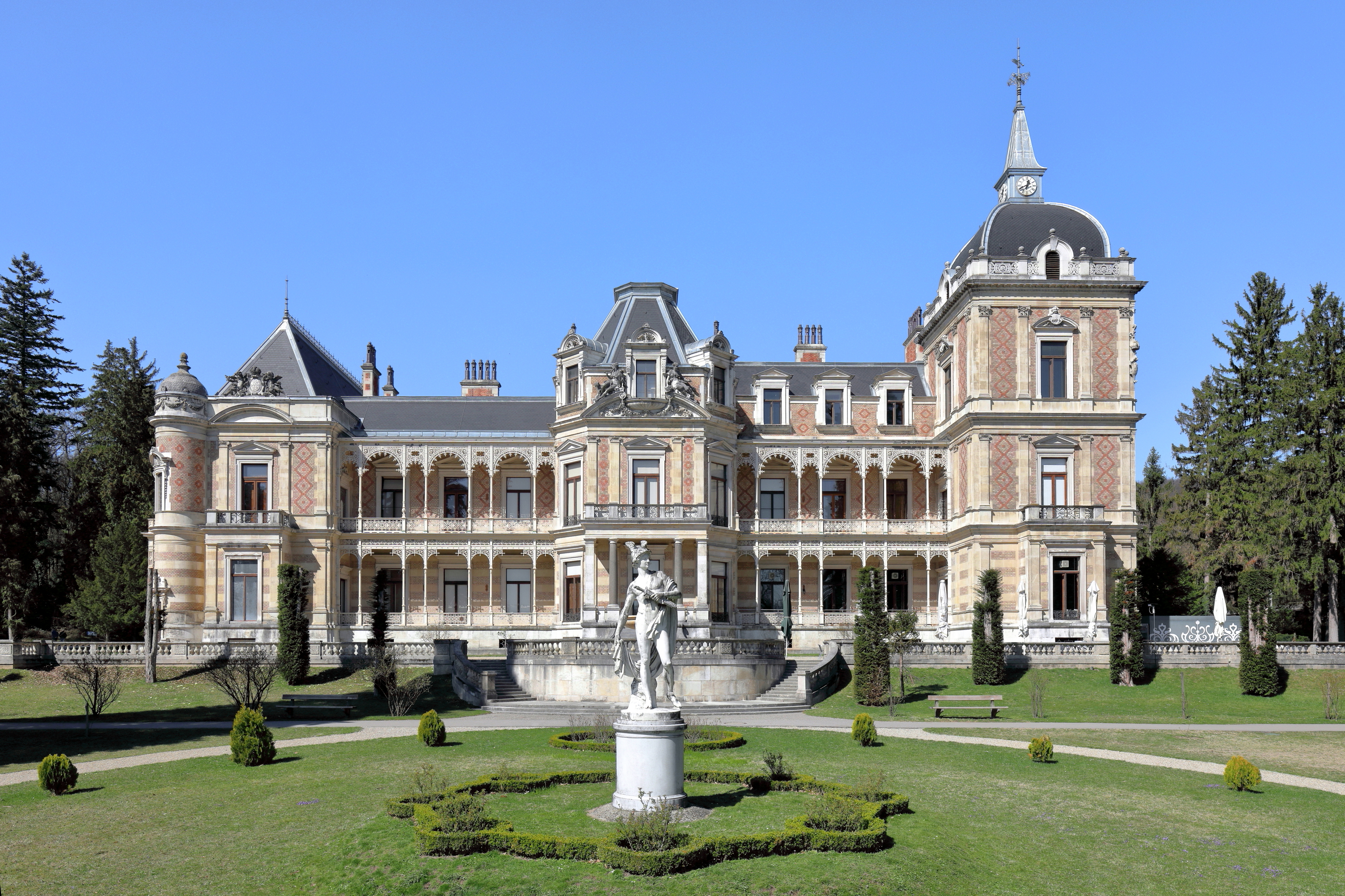
Südseite der Hermesvilla

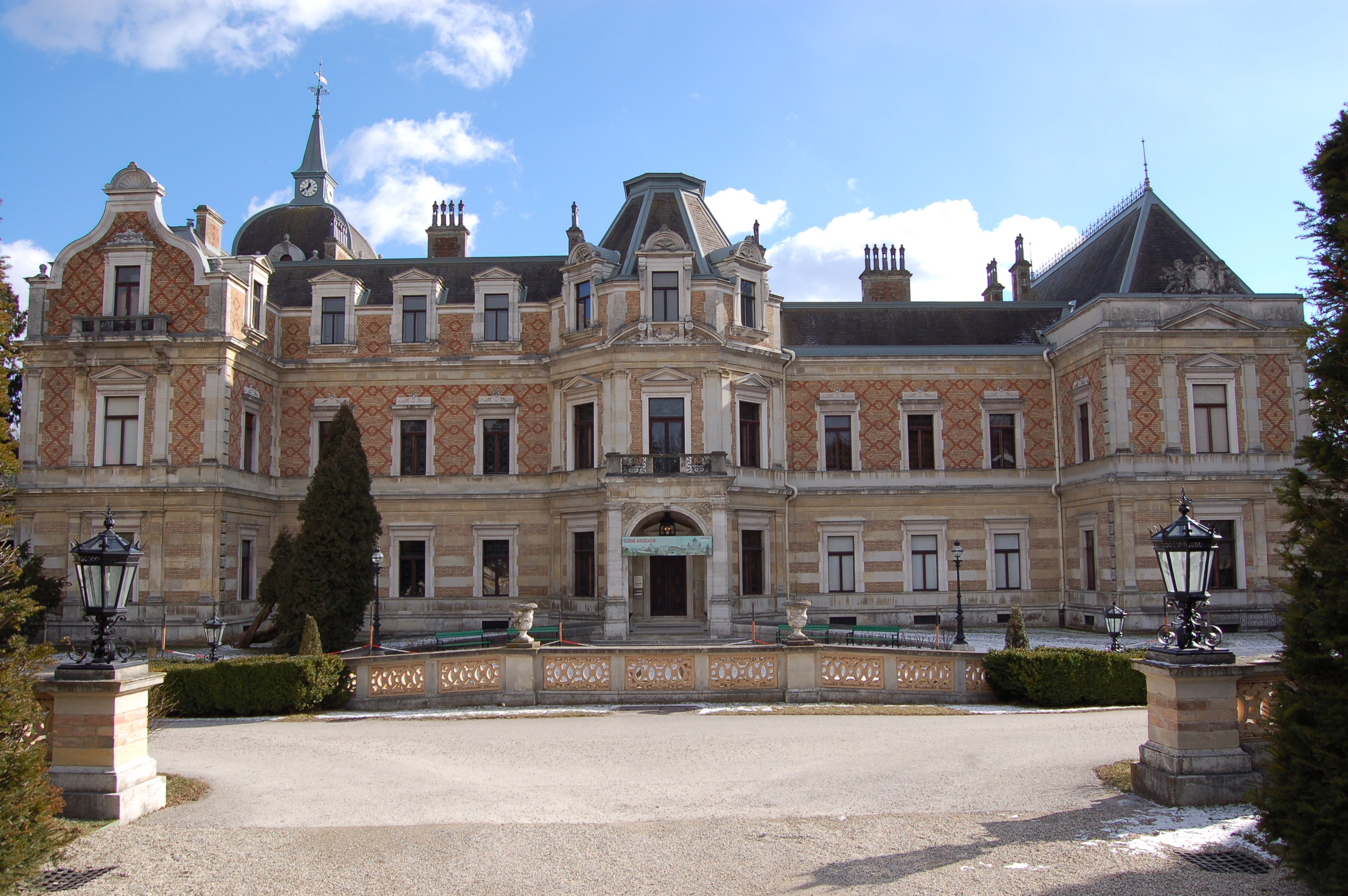
Nordseite der Hermesvilla vom Innenhof aus gesehen

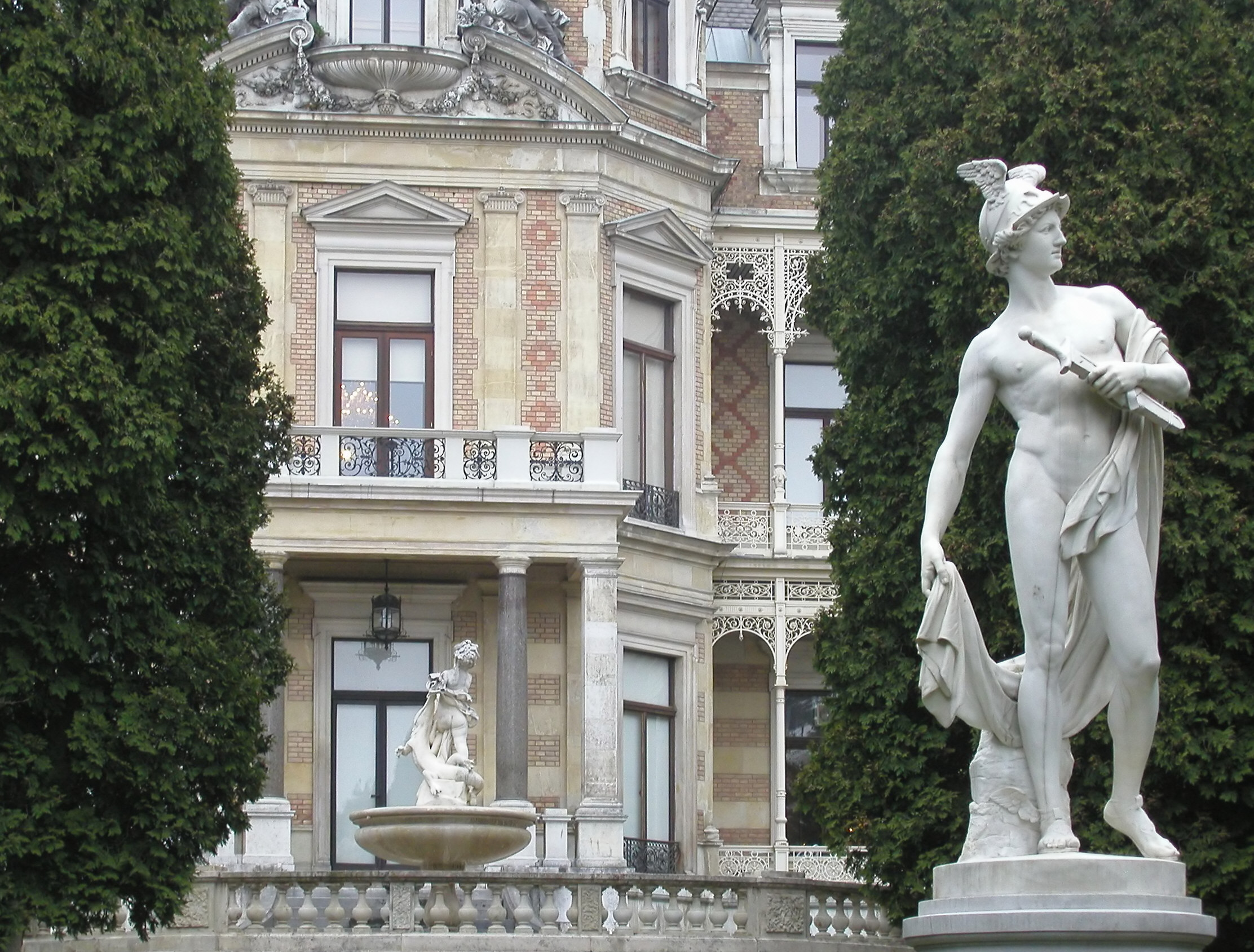
Die Hermesstatue

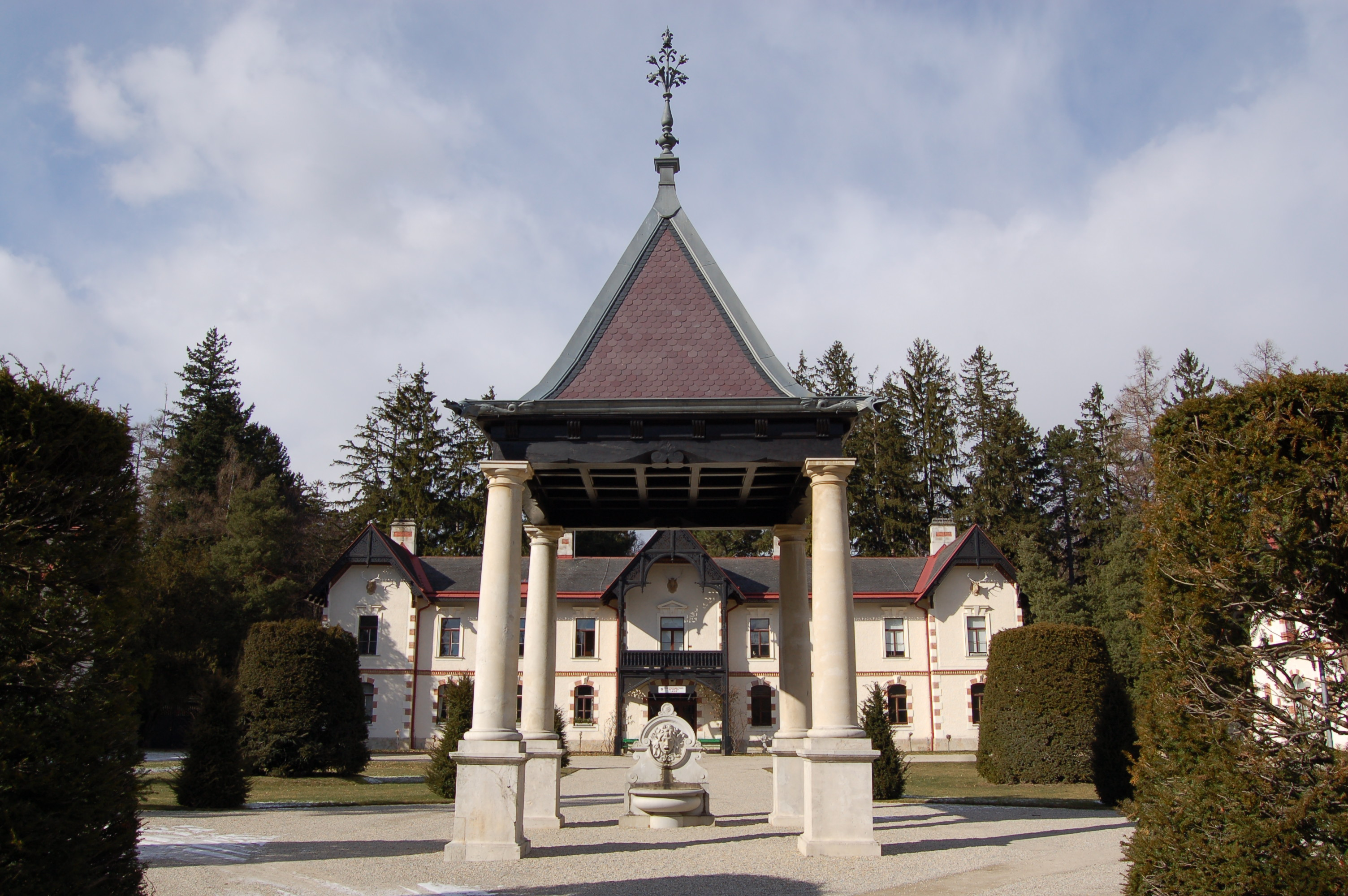
Brunnen im Hof der Villa

Die Hermesvilla ist ein Schloss im Lainzer Tiergarten, einem eingefriedeten Jagd- und heute auch Naturschutzgebiet im 13. Bezirk in Wien. Der Name der Villa verweist auf eine Hermes-Statue aus weißem Marmor, die sich im Garten vor der Villa befindet. Kaiser Franz Joseph I. schenkte das Schloss seiner Ehefrau,  Kaiserin Elisabeth, als „Schloss der Träume“. Heute wird die Hermesvilla für Ausstellungen des Wien Museums genutzt.

## Geschichte
Zum Bau der „Villa Waldruh“ – so der ursprüngliche Projektname – entschloss sich Kaiser Franz Joseph im Sommer 1881. Er ließ die Anlage 1882–1886 nach den Plänen des Architekten Karl Freiherr von Hasenauer für seine Frau errichten, die dem höfischen Zeremoniell oft fern sein wollte. Damals lag der Lainzer Tiergarten außerhalb Wiens.
Spätestens 1885 fiel die Entscheidung, dem Schloss den Namen „Villa Hermes“ zu geben. Die Kaiserin selbst beauftragte den Berliner Bildhauer Ernst Herter mit der Gestaltung der Skulptur „Hermes der Wächter“, die im Garten aufgestellt werden sollte. 1886 war das Gebäude, inklusive aller Nebengebäude, wie zum Beispiel der Reitschule der Kaiserin, fertiggestellt. Von 1887 bis 1898 hielt sich das Kaiserpaar regelmäßig im späten Frühjahr zumindest einige Tage, meistens aber einige Wochen hier auf. Am 10. September 1898 wurde Elisabeth ermordet. Erbin der Hermesvilla wurde ihre Tochter Marie Valerie, sie verkaufte 1911 die Villa an das Hofärar.
Im Zuge der weiteren Bauarbeiten befahl der Kaiser die Planierung sämtlicher Wiesen inner der Parforce-Planke und die Beseitigung der Maulwurfshügel, weil Ihre Majestät sonst hierorts nicht reiten könne.
Am Ufer des nächstgelegenen Teiches im Lainzer Tiergarten wurde für die Kaiserin eine Badekabine errichtet, die heute nicht mehr erhalten ist. Die Straße zur Hermesvilla (die heutige Hermesstraße) war eine der ersten Wiens, die elektrische Beleuchtung erhielt; im Jahre 1896 wurde die allerhöchste Villa mit der Central-Telephonstelle in Wien verbunden.
Der Lainzer Tiergarten war 1855 aus kaiserlichem Privateigentum in das sogenannte Hofärar, vom Kaiserhaus verwaltetes Staatseigentum, übergegangen. Das Hofärar fiel daher 1918 an die Republik. In der Ständestaatsdiktatur wurde der Tiergarten mit der Hermesvilla ins Eigentum der Stadt Wien übertragen. In der NS-Zeit wurde der Tiergarten 1941 zum Naturschutzgebiet erklärt.
In der Besatzungszeit 1945–1955 zählte der Tiergarten, da er erst 1938 als Teil des damaligen 25. Bezirks, Liesing, ins Stadtgebiet Wiens gelangt war, zur sowjetischen Besatzungszone Niederösterreich. Die Hermesvilla wurde von Soldaten schwer in Mitleidenschaft gezogen. Mit der Redimensionierung Wiens befand sich der Lainzer Tiergarten ab 1954 im neuen 23. Bezirk, 1956 wurde er in den 13. Bezirk aufgenommen.
1963 erwachte – nach der Walt-Disney-Filmproduktion Die Flucht der weißen Hengste, die zum Teil hier gedreht wurde – wieder Interesse am Gebäude, doch zeigte die Stadtverwaltung anfangs wenig Initiative. Durch die Privatinitiative namhafter Persönlichkeiten, darunter Bruno Marek, ab 1970 Altbürgermeister (Verein der Freunde der Hermesvilla), wurde die Villa ein Vierteljahrhundert nach Kriegsende, 1968–1974, umfassend renoviert.
Die erste Ausstellung im Jahre 1971 wurde als Österreichs Beitrag zur Weltjagdausstellung in Budapest eröffnet. Seither wurden in der Hermesvilla, die seit langem vom städtischen Wien Museum „bespielt“ wird, immer wieder Ausstellungen abgehalten. Ausländische Besucher interessieren sich vorwiegend für die von Kaiserin Elisabeth bewohnten Räume, die weitgehend originalgetreu wiederhergestellt wurden.

## Inneres

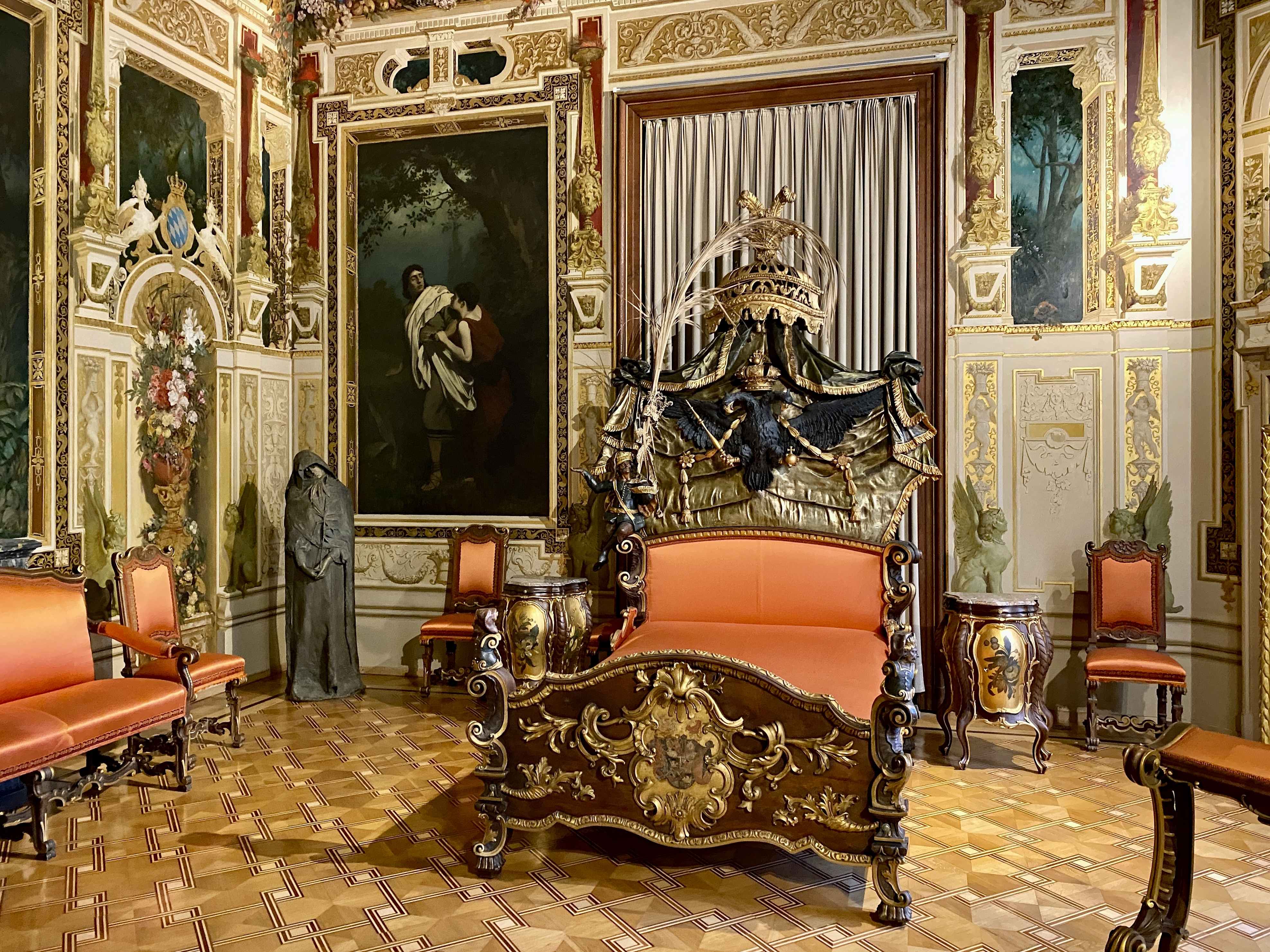
Schlafzimmer Kaiserin Elisabeth

Zur Innenausstattung gehören Gemälde von Hans Makart, Gustav Klimt und Viktor Tilgner.
Im ersten Stock der Villa befinden sich die Privatgemächer der Kaiserin. Ihre gymnastischen Übungen absolvierte die körperbewusste Sisi im Turnzimmer. Dieses war einst mit einem Schwebebalken, verschiedenen Strebestangen und Ringen ausgestattet. Die Wandmalerei im pompejanischen Stil zeigt diverse Sportarten und wurde von August Eisenmenger, Hugo Charlemont und Adolf Falkenstein ausgeführt. 
Hinter dem Toilettenzimmer liegt das Schlafzimmer. Im Gegensatz zu anderen Räumen sind im Schlafzimmer der Kaiserin zahlreiche Originalgegenstände erhalten geblieben. So stammte das riesige barocke Prunkbett noch aus der Zeit Maria Theresias und stand einst im Kaiserzimmer der Poststation Strengberg bei Amstetten. Die Wandmalereien nach Motiven aus Shakespeares „Sommernachtstraum“ wurden nach Entwürfen von Hans Makart ausgeführt. Vom Schlafzimmer führt eine Wendeltreppe in das Erdgeschoß und in den Garten. Im Salon findet man das rekonstruierte Deckengemälde „Der Frühling“ von Franz Matsch, Gustav Klimt und Georg Klimt.

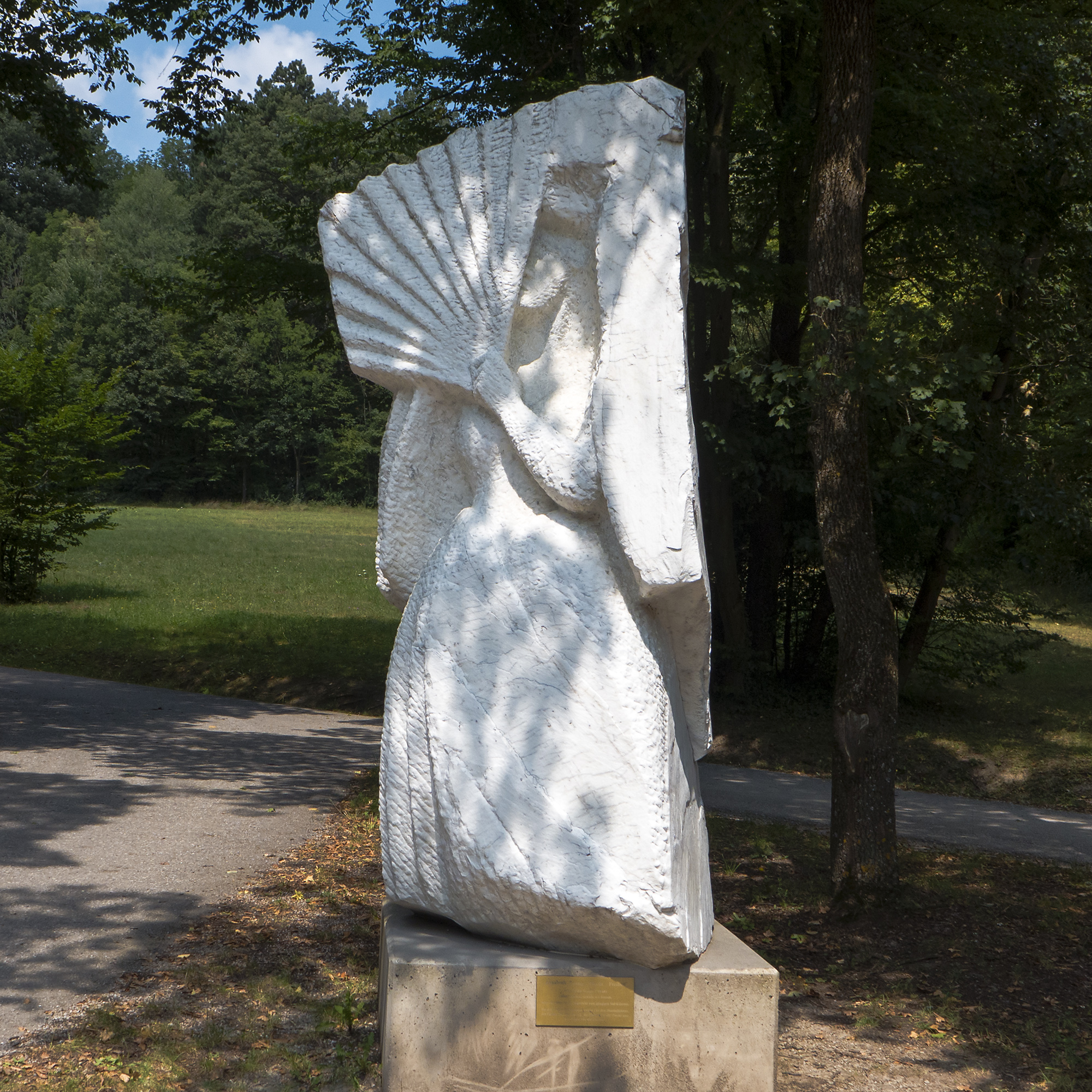
Skulptur „Elisabeth“

Im Wiener Stadterweiterungsfonds sind zahlreiche Steinlieferungen dokumentiert, Sterzinger Marmor, Laaser Marmor und Wöllersdorfer Stein für Stiegenanlagen im Hauptgebäude, härtester Mannersdorfer Stein, Almaser Stein, Lindabrunner Konglomerat, St. Margarethener Stein, sowie Kaiserstein aus Kaisersteinbruch wurden in Nebengebäuden verwendet.
In der Nähe des Schlosses steht seit 2001 die Skulptur „Elisabeth“ von Ulrike Truger. Mit dieser Statue thematisiert die Künstlerin das Spannungsfeld von „Zwang – Flucht – Freiheit“, dem die Kaiserin ausgesetzt war. Die Skulptur aus Carraramarmor ist rund 2,5 Meter hoch und 6,5 Tonnen schwer. Mit ihrem Werk wollte Truger ein Gegenbild zum gängigen Sisi-Klischee schaffen. Die drei Seiten der Skulptur stehen für die Ambivalenz ihrer Persönlichkeit, der Fächer für den Zwang, der Mantel für die Flucht und der Flügel für die Freiheit.

## Stallungen
Die Stallungen der Pferde der Kaiserin waren im linken Flügel des Hoftraktes untergebracht. Die originale Stalleinrichtung, wie die Trennwände der Boxen und (damals üblichen) Stände, sind heute noch zum Großteil vorhanden. Zwischen Boxen- und Anbindestall gibt es ein so genanntes „Rondeau“. Ein kreisrunder Bau im Durchmesser von 20 Meter, in dem die Pferde bei schlechtem Wetter longiert werden konnten.
Ab den 1950er Jahren bis ins Jahr 2005 wurden diese Stallungen als Sommerstall für die Lipizzanerhengste der Spanischen Hofreitschule genutzt. Sieben Wochen lang wurden die Hengste im Tiergartengelände ausgeritten. 1962 drehte Walt Disney hier (siehe oben).